# 小行星8522
小行星8522（英語：8522）是一颗围绕太阳公转的小行星。1992年6月25日，G. J. Leonard在帕洛马山发现了此天体。
这颗小行星的绝对星等为345.428634421665等。